# Plagiobryum giraldii
Plagiobryum giraldii är en bladmossart som beskrevs av Jean Édouard Gabriel Narcisse Paris 1897. Plagiobryum giraldii ingår i släktet puckelmossor, och familjen Bryaceae. Inga underarter finns listade i Catalogue of Life.